# David Gill (regista)
David Ian Gill (Papua Nuova Guinea, 9 giugno 1928 – Huntingdon, 28 settembre 1997) è stato un regista britannico.
Figlio del medico missionario Cecil Gill e nipote del designer Eric Gill, che era suo zio, fu un acclamato regista di documentari cinematografici. 
Dopo molte ricerche sul cinema muto, nel 1980 iniziò una proficua collaborazione assieme a Kevin Brownlow su documentari specializzati sul cinema muto, nello stesso anno gira Hollywood documentario di 11 ore diviso in 5 parti che include numerosissimi scarti e spezoni del cinema americano anni Dieci e Venti, nel 1982 girano Chaplin sconosciuto, geniale documentario diviso in 3 parti che include tutto il materiale scartato da Chaplin al montaggio, mentre nel 1985 realizzano Harold Lloyd: the third genius appartenente alla serie televisiva britannica American Masters, nel 1987 un altro geniale tributo Buster Keaton: a Hard Act To follow antologia su Keaton, mentre nel 1993 si gira D.W. Griffith: father of film documentario su Griffith, l'ultimo tributo l'anno prima della morte, è Cinema Europe: the Other Hollywood grande documentario sul cinema muto europeo, comprendente vari pezzi tratti da Hitchcock, Gance ed altri grandi registi.

## Filmografia
- Hollywood (1980)
- Chaplin sconosciuto (1982)
- Harold Lloyd: il terzo genio (1985)
- Buster Keaton: un genio difficile da seguire (1987)
- D.W. Griffith: il padre del cinema (1993)
- Cinema Europe: the Other Hollywood (1996)